# أزرق التل الطبشوري
أزرق التل الطبشوري (الاسم العلمي: Lysandra coridon)، نوع من الفراشات التي تتبع فصيلة النحاسية. أعطانها في أوروبا وآسيا الصغرى.

## معرض صور

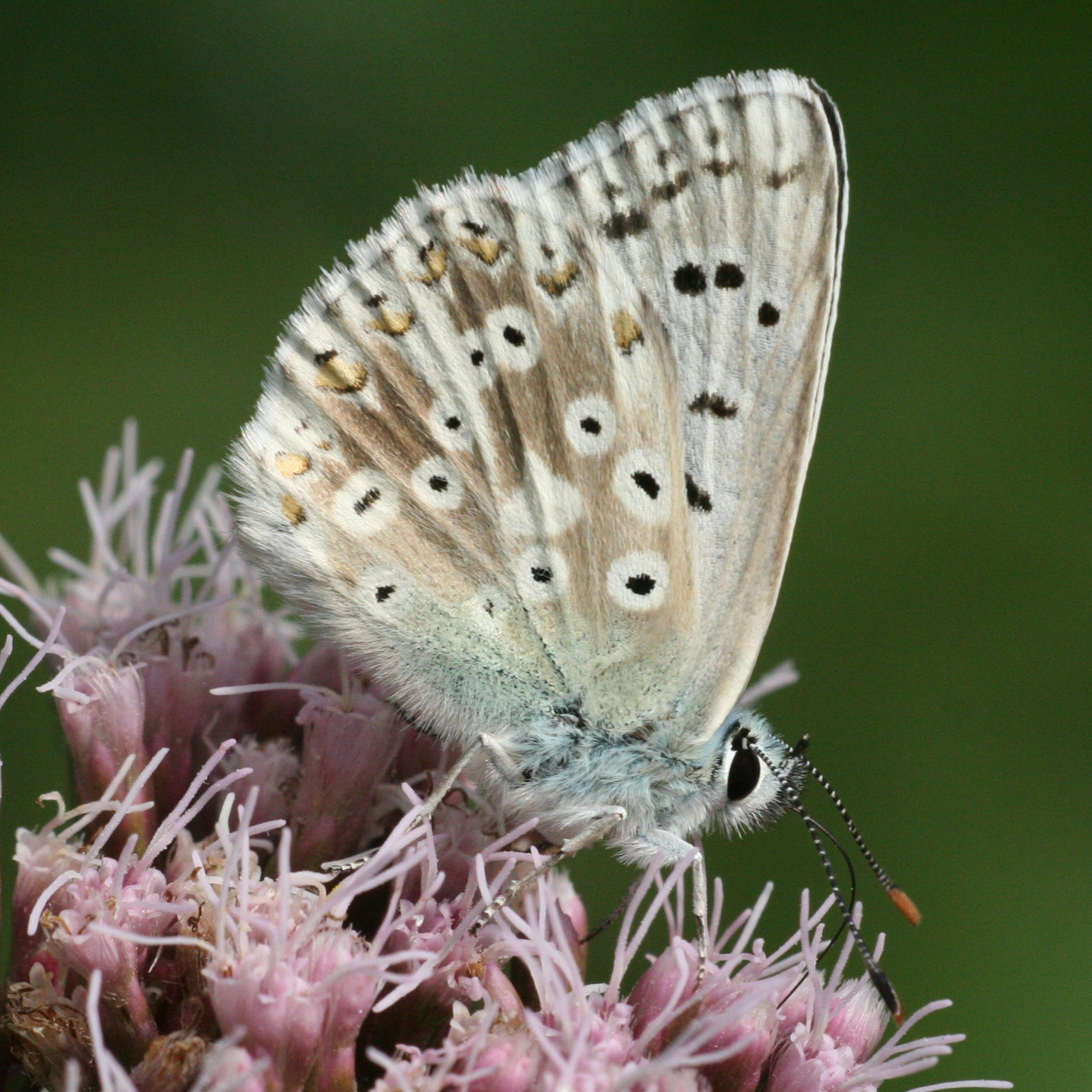
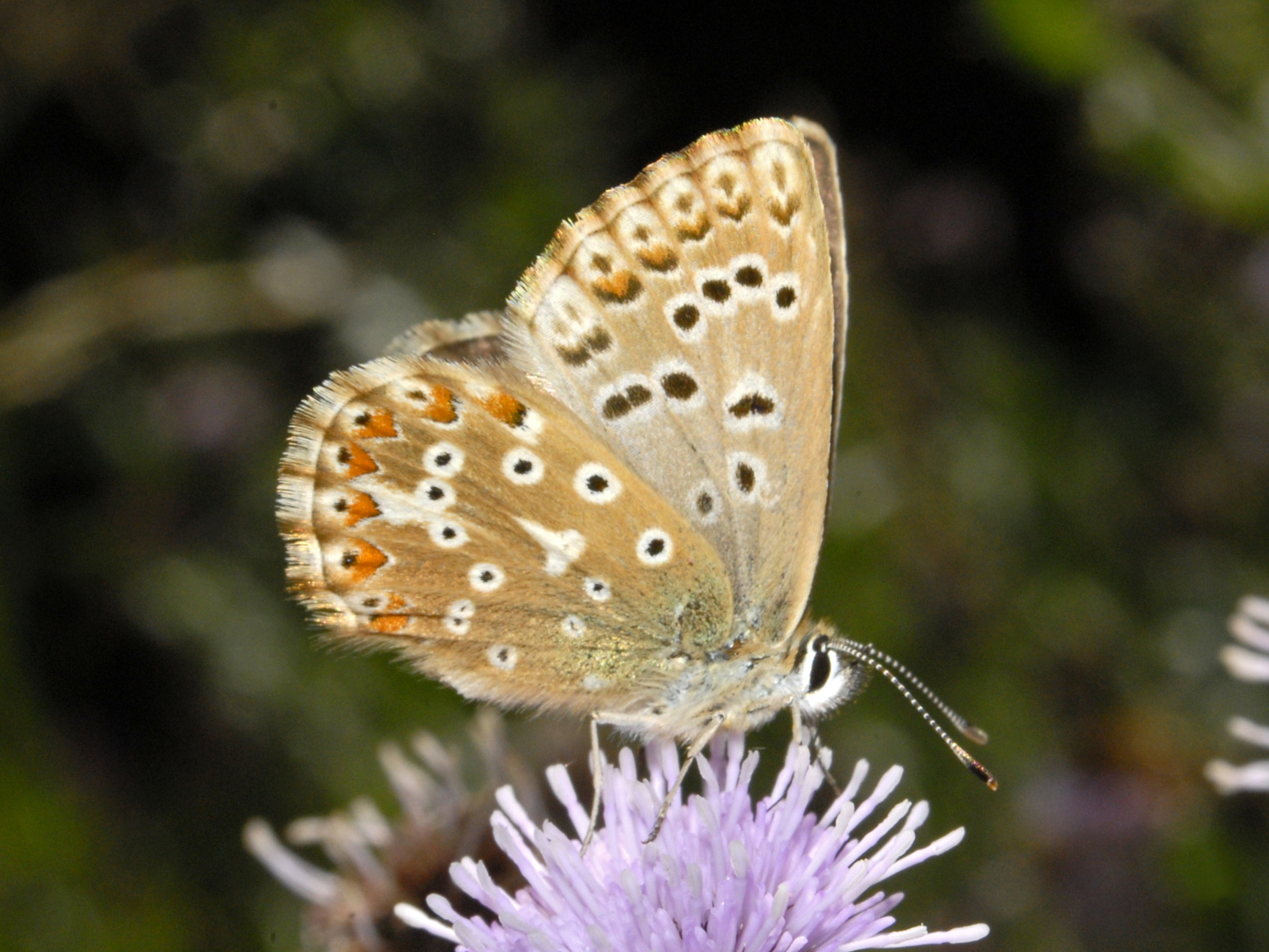
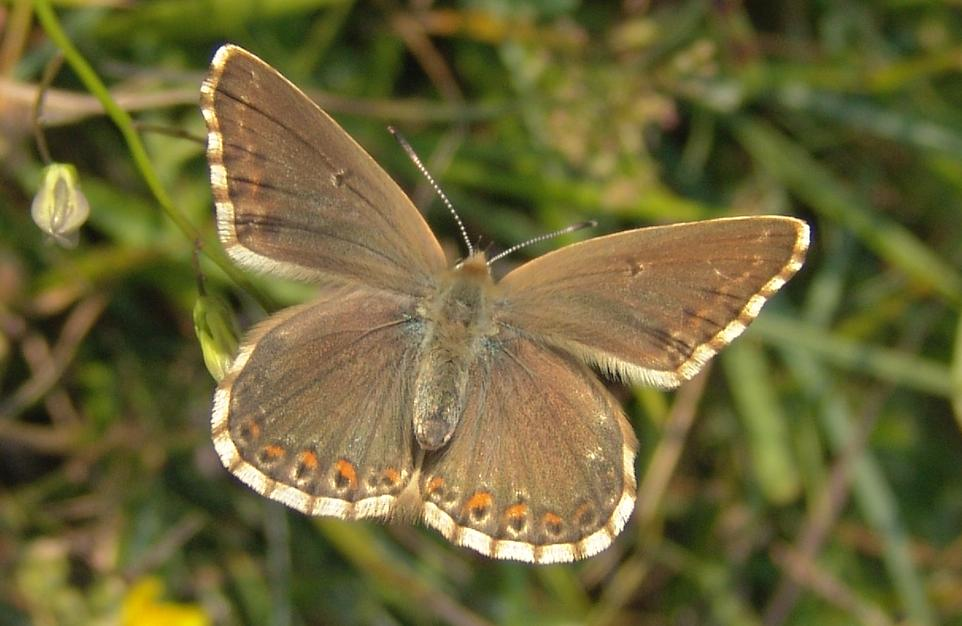